# Racovița, Vâlcea
Racovita là một xã thuộc hạt Vâlcea, România. Dân số thời điểm năm 2002 là 1857 người.